# Самарий
| 62       | Самарий |
| Sm150,36 |         |
| 4f66s2   |         |

Сама́рий (химический символ — Sm, от лат. Samarium) — химический элемент 3-й группы (по устаревшей классификации — побочной подгруппы третьей группы, IIIB) шестого периода периодической системы химических элементов Д. И. Менделеева с атомным номером 62.
Относится к семейству лантаноидов.
Простое вещество самарий — твёрдый редкоземельный металл серебристого цвета.

## История и происхождение названия
Элемент был выделен из минерала самарскита ((Y,Ce,U,Fe)3(Nb,Ta,Ti)5O16). Этот минерал в 1847 году был назван в честь русского горного инженера, полковника В. Е. Самарского-Быховца (по предложению немецкого химика Генриха Розе, которому Самарский предоставил для исследования образцы этого минерала; минерал был известен ранее под названиями уранотантал и иттроильменит, однако, как показал Розе, эти названия неточно отражали его состав). Новый, ранее неизвестный элемент в самарските был обнаружен спектроскопически французскими химиками Делафонтеном в 1878 году и Лекоком де Буабодраном в 1879 году. В 1880 году открытие было подтверждено швейцарским химиком Ж. де Мариньяком. Элемент был назван по минералу самарием; первый случай в истории, когда в названии химического элемента было отражено имя реально существовавшего человека, а не мифологического персонажа. Чистый металлический самарий был впервые химически выделен только в начале XX века.

## Нахождение в природе
Содержание самария в земной коре — 8 г/т, в воде океанов — 1,7⋅10−6 мг/л.

### Месторождения
Самарий входит в состав лантаноидов, месторождения которых найдены в Китае, США, Казахстане, России, Украине, Австралии, Бразилии, Индии, Скандинавии.

## Изотопы
Природный самарий состоит из четырёх стабильных изотопов 144Sm (изотопная распространённость 3,07 %), 150Sm (7,38 %), 152Sm (26,75 %), 154Sm (22,75 %) и трёх слаборадиоактивных изотопов 147Sm (14,99 %, период полураспада — 106 миллиардов лет), 148Sm (11,24 %; 7⋅1015 лет), 149Sm (13,82 %; > 2⋅1015 лет, в некоторых источниках указывается как стабильный). Также существуют искусственно синтезированные изотопы самария, самые долгоживущие из которых — 146Sm (период полураспада — 68 миллионов лет или 103 миллиона лет) и 151Sm (90 лет).
Резонансный захват теплового нейтрона ядром 149Sm с образованием 150Sm перестаёт быть возможным уже при небольшом изменении постоянной тонкой структуры α. Измерение относительного содержания 149Sm/150Sm в минералах природного ядерного реактора в Окло позволило установить, что в пределах экспериментальной погрешности значение постоянной тонкой структуры было в течение последних 2 млрд лет тем же, что и в наше время.

## Физические свойства
Полная электронная конфигурация атома самария: 1s22s22p63s23p64s23d104p65s24d105p66s24f6
Самарий — это металл, напоминающий по внешнему виду свинец, а по механическим свойствам — цинк. Не радиоактивен. Является парамагнетиком.

## Химические свойства
Самарий, являясь типичным лантаноидом, характеризуется электронной конфигурацией 4f65d06s2. Соответственно, образуя соединения, этот элемент, как правило, выступает в качестве восстановителя, проявляя характерные для лантаноидов степени окисления, то есть +2 и +3.
Самарий — высокоактивный металл. На воздухе медленно окисляется, сначала покрываясь тёмной плёнкой трёхвалентного оксида Sm2O3 и затем полностью рассыпаясь в порошок жёлтого оттенка.
Самарий способен реагировать с азотом (образуя нитрид), углеродом (образуя карбиды), халькогенами (образуя моно и двух-трёхвалентные сульфиды, селениды, теллуриды), водородом (образуя гидриды), кремнием (образуя силициды), бором (образуя бориды), с фосфором (фосфиды), мышьяком (арсениды), сурьмой (антимониды), висмутом (висмутиды) и всеми галогенами, образуя трёхвалентные соединения (фториды, хлориды, бромиды, иодиды).
Самарий растворим в кислотах. Например, при реакции с серной кислотой самарий образует светло-жёлтые кристаллы сульфата самария(III); при реакции самария с соляной кислотой могут образовываться светло-жёлтые кристаллы хлорида самария(III) и, при определённых условиях, хлорида самария(II).

## Получение
Металлический самарий получают методами металлотермии и электролитически, в зависимости от структуры производства и экономических показателей. Мировое производство самария оценивается в несколько сотен тонн, бо́льшая его часть выделяется ионообменными методами из монацитового песка.

## Применение

### Магнитные материалы
Самарий широко используется для производства сверхмощных постоянных магнитов, в сплаве самария с кобальтом и рядом других элементов. И хотя в этой области в последние годы наблюдается вытеснение самарий-кобальтовых магнитов магнитами на основе неодима, тем не менее, возможности сплавов самария далеко не исчерпаны.
При легировании его сплавов с кобальтом такими элементами, как цирконий, гафний, медь, железо и рутений, достигнуто весьма высокое значение коэрцитивной силы и остаточной индукции. Кроме того, ультратонкодисперсные порошки его высокоэффективных сплавов, полученные распылением в атмосфере гелия в электрическом разряде, при последующем прессовании и спекании позволяют получить постоянные магниты с более чем в 3 раза лучшими характеристиками по магнитной энергии и полю, чем у других магнитных сплавов на основе редкоземельных металлов.

### Термоэлектрические материалы
Обнаруженный в 2000 году эффект генерации термоЭДС в моносульфиде самария SmS имеет весьма высокий КПД около 50 %. Уже при нагревании монокристалла SmS до 130 °C (что открывает перспективу для утилизации низкопотенциального тепла) при совместной эксплуатации такого эффекта с термоэлектронной эмиссией или классическими термоэлементами можно легко достичь КПД выработки электроэнергии на уровне 67—85 %, что очень актуально в связи с убывающими запасами органического топлива на планете. Уже сегодня опытные генераторы конкурентоспособны по сравнению с любым тепловым двигателем (включая двигатель Дизеля и Стирлинга), что позволяет думать о внедрении этого эффекта как основной силовой установки на автомобиле. Учитывая сверхвысокую радиационную стойкость самария, моносульфид самария может послужить для конструирования атомных реакторов, напрямую преобразующих тепло и отчасти ионизирующее излучение в электроэнергию (космические реакторы, реакторы для глубокого космоса). Таким образом, моносульфид самария способен занять в ближайшем будущем ведущую роль в малой и большей энергетике, производстве атомных силовых установок космического базирования и авиационного транспорта, в производстве силовых установок для автомобилей будущего, компактных и мощных источниках тока для бытовых нужд и в военном деле. Интересно отметить то обстоятельство, что на основе применения моносульфида самария вполне легко решается задача создания ядерной силовой установки для автомобильного транспорта, и при том вполне безопасной (ядерный автомобиль).
Как термоэлектрический материал ограниченно применяется также теллурид самария(II) (термоЭДС 320 мкВ/К).

### Тензочувствительные материалы
Моносульфид самария является одним из лучших тензочувствительных материалов. Он используется для производства тензочувствительных датчиков (например, для измерения механических напряжений в конструкциях).

### Ядерная энергетика
В ядерной энергетике самарий используется для управления атомными реакторами, так как сечение захвата тепловых нейтронов для природного самария превышает 6800 барн. Самарий, в отличие от других элементов с высоким сечением захвата (бор, кадмий), «не выгорает» в реакторе, поскольку при интенсивном нейтронном облучении образуются дочерние изотопы самария, которые также обладают очень высоким сечением захвата нейтронов. Самым высоким сечением захвата тепловых нейтронов среди изотопов самария (в природной смеси) обладает самарий-149 (41000 барн). В атомной промышленности используется окись (специальные эмали и стёкла), гексаборид и карбид (регулирующие стержни), борат самария.

### Гигантский магнитокалорический эффект
Манганаты самария и стронция обладают гигантским магнитокалорическим эффектом и могут быть использованы для конструирования магнитных холодильников.

### Гигантский магнитоэлектрический эффект
Молибдат самария обнаруживает на порядок больший по величине магнитоэлектрический эффект, чем, например, молибдат гадолиния, и интенсивно изучается.

### Производство стекла
Оксид самария(III) применяется для получения специальных люминесцирующих и поглощающих инфракрасное излучение стёкол.

### Огнеупорные материалы
Оксид самария отличается весьма высокой огнеупорностью, стойкостью к расплавам активных металлов и высокой температурой плавления (2270 °C). В связи с этим он используется как хороший огнеупорный материал.

### Другие области применения
Самарий может быть использован для возбуждения лазерного излучения в жидких и твердых средах. Самарий также используется как активатор люминофоров в производстве цветных телевизоров и сотовых телефонов.
Металлический самарий применяется для производства электродов стартёров тлеющего разряда.
Сверхчистый оксид самария применяется в микроэлектронике в качестве диэлектрика в производстве кремниевых МДП-варикапов.

## Биологическая роль
Биологическая роль самария изучена слабо. Известно, что он стимулирует метаболизм. Токсичность самария и его соединений, как и у других редкоземельных элементов, невысока.